# مجلس نواب لويزيانا
مجلس نواب لويزيانا (بالإنجليزية: Louisiana House of Representatives)‏ هو مجلس النواب التشريعي لولاية لويزيانا الأمريكية، يقع المقر الرئيسي له في باتون روج، لويزيانا، ويتكون من 105 مقعداً، وهو المجلس الأدنى في كونغرس ولاية لويزيانا.

## طالع أيضًا
- كونغرس ولاية لويزيانا